# Lisa Misipeka
Lisa Vasa Misipeka (1975. január 3. –) világbajnoki bronzérmes amerikai szamoai kalapácsvetőnő.
Eredetileg súlylökőként versenyzett. Ebben a versenyszámban indult az 1995-ös atlétikai világbajnokságon és az atlantai olimpián, de nem került a fináléba.
A női kalapácsvetés hivatalos versenyszámmá váltása után átállt erre a szakágra. Az 1999-es atlétikai világbajnokságon bronzérmet szerzett. Ez volt Amerikai Szamoa első, világversenyen elért érme.
A 2000-es olimpián selejtezőbeli eredménye nem volt elegendő a döntőhöz, 14. lett. Részt vett a 2001-es és a 2003-as atlétikai világbajnokságon, de nem került a döntőbe. A Sydney-i után a 2004. évi nyári olimpiai játékokon is hazája zászlóvivője volt. A selejtezőben nem tudott érvényes kísérletet teljesíteni, és kiesett.
A Dél-kaliforniai Egyetemen tanult, kétszeres amerikai egyetemi bajnok volt. Edzője az a Dan Lange volt, aki Kiss Balázst is tréningezte. Pályafutása után edzőként tevékenykedett.